# 卵圓三鰭白鯧
卵圓三鰭白鯧為輻鰭魚綱鱸形目刺尾魚亞目白鯧科的其中一種，分布於西印度洋區，從索馬利亞至南非Algoa灣海域，本魚身體呈菱形而側扁，體色銀色，有深色的交叉條紋但隨著成長消失，背鰭硬棘9枚，背鰭軟條19-21枚，臀鰭硬棘3枚，臀鰭軟條15-17枚，體長可達75公分，棲息在沿海海域，可作為食用魚。